# Vibra Energia
Vibra Energia er en brasiliansk tankstationkæde, der distribuerer og markedsfører benzin og bioethanol i Brasilien og Latinamerika. Indtil 2021 var det et datterselskab til Petrobras. De har over 8.000 tankstationer og sælger årligt for 25 mia. US $. Virksomheden blev etableret 12. november 1971 og har hovedkvarter i Rio de Janeiro.